# Беспалов, Александр Александрович
Александр Александрович Беспалов (1943—1999) — деятель советских и российских спецслужб, генерал-полковник (1995), начальник службы собственной безопасности ФАПСИ при Президенте РФ (1991—1992), заместитель директора ФПС РФ по разведке  (1992—1995), заместитель директора ФСБ РФ по кадрам (1995—1999).

## Биография
Родился в 1943 году в Саратовской области.
С 1965 года, после окончания Алма-Атинского высшего пограничного командного училище им. Ф. Э. Дзержинского, служил в пограничных войсках КГБ СССР. С 1971 года, после окончания Высшей школы КГБ СССР в Новосибирске, служил оперуполномоченным в особых (контрразведывательных) отделах КГБ СССР по пограничным округам.
С 1979 года — заместитель начальника, с 1986 года — начальник особого отдела КГБ СССР по Закавказскому пограничному округу. С 1990 года — начальник 8-го отдела (контрразведка в войсках КГБ СССР) 3-го главного управления КГБ СССР.
С 1991 года — начальник службы собственной безопасности ФАПСИ при Президенте России. С 1992 года — заместитель командующего пограничными войсками Министерства безопасности России по оперативной (разведывательной) работе. С 1994 года — заместитель главнокомандующего пограничными войсками / директора ФПС РФ по разведке — начальник разведывательного управления  ФПС России. С 1995 года — заместитель директора ФСБ России по кадрам, начальник департамента организационно-кадровой работы ФСБ РФ.
Умер 15 марта 1999 года в Москве на рабочем месте. Похоронен на Троекуровском кладбище.

## Награды

### Ордена
- Орден Дружбы народов;
- Орден Красной Звезды;
- Орден Дружбы.

### Знаки отличия
- Почётный сотрудник госбезопасности (1988).